# Harold Rosenberg
Harold Rosenberg (2 de febrero de 1906, Nueva York - 11 de julio de 1978, Nueva York) fue un escritor, educador, filósofo y crítico de arte estadounidense. 
Acuñó el término Action Painting en 1952 para lo que más tarde se conocería como Expresionismo abstracto. El término apareció empleado por vez primera en el ensayo de Rosenberg «American Action Painters», publicado en el número de diciembre de 1952 de ARTnews. El ensayo fue reimpreso en el libro de Rosenberg The Tradition of the New en 1959. El propio título es ambiguo y revela la pretensión política de Rosenberg que consistía en acreditar a los Estados Unidos como el centro de la cultura internacional y a la «Action Painting» como la más avanzada de sus formas culturales. Este tema fue ya desarrollado con anterioridad en un artículo previo, «The Fall of Paris» (La caída de París) publicado en Partisan Review en 1940.
Rosenberg fue también modelo para una pintura de Elaine de Kooning.